# Бетані (Західна Вірджинія)
Бетані (англ. Bethany) — місто (англ. town) в США, в окрузі Брук штату Західна Вірджинія. Населення — 781 особа (2020).

## Географія
Бетані розташоване за координатами 40°12′16″ пн. ш. 80°33′45″ зх. д. / 40.20444° пн. ш. 80.56250° зх. д. (40.204508, -80.562484).  За даними Бюро перепису населення США в 2010 році місто мало площу 1,90 км², з яких 1,90 км² — суходіл та 0,01 км² — водойми.

## Демографія
Згідно з переписом 2010 року, у місті мешкало 1036 осіб у 174 домогосподарствах у складі 94 родин. Густота населення становила 544 особи/км².  Було 190 помешкань (100/км²).
Расовий склад населення:
| - 88,9 % — білих - 7,3 % — чорних або афроамериканців - 0,5 % — азіатів - 0,4 % — корінних американців |

До двох чи більше рас належало 2,2 %. Частка іспаномовних становила 2,5 % від усіх жителів.
За віковим діапазоном населення розподілялося таким чином: 4,6 % — особи молодші 18 років, 87,4 % — особи у віці 18—64 років, 8,0 % — особи у віці 65 років та старші. Медіана віку мешканця становила 21,3 року. На 100 осіб жіночої статі у місті припадало 107,6 чоловіків;  на 100 жінок у віці від 18 років та старших — 107,1 чоловіків також старших 18 років.
Середній дохід на одне домашнє господарство  становив 66 793 долари США (медіана — 56 364), а середній дохід на одну сім'ю — 76 617 доларів (медіана — 62 813). Медіана доходів становила 40 938 доларів для чоловіків та 38 036 доларів для жінок. За межею бідності перебувало 4,1 % осіб, у тому числі 0,0 % дітей у віці до 18 років та 0,0 % осіб у віці 65 років та старших.
Цивільне працевлаштоване населення становило 558 осіб. Основні галузі зайнятості: освіта, охорона здоров'я та соціальна допомога — 49,5 %, мистецтво, розваги та відпочинок — 15,9 %, роздрібна торгівля — 12,9 %.